# 美洲含羞草
美洲含羞草（学名：Mimosa diplotricha）为豆科含羞草屬下的一个种。

## 扩展阅读
- 維基物種上的相關：美洲含羞草